# Tuvad hedlav
Tuvad hedlav (Cetraria muricata) är en lavart som först beskrevs av Erik Acharius och som fick sitt nu gällande namn av John Wiegand Eckfeldt. 
Tuvad hedlav ingår i släktet Cetraria och familjen Parmeliaceae. Arten är reproducerande i Sverige. Inga underarter finns listade i Catalogue of Life.